# علی مهدی محمد
علی مهدی محمد (سومالیایی: Cali Mahdi Maxamed؛ (زادهٔ ۱ ژانویهٔ ۱۹۳۹ – درگذشتهٔ ۱۰ مارس ۲۰۲۱) سیاست‌مدار اهل سومالی بود. وی از ۲۶ ژانویه ۱۹۹۱ تا ۳ ژانویه ۱۹۹۷ رئیس‌جمهور سومالی بود.
علی مهدی محمد در ۱۰ مارس ۲۰۲۱ بر اثر ابتلا به بیماری کروناویروس ۲۰۱۹ در سن ۸۲ سالگی درگذشت.